# Inre hamnen
Inre hamnen (vertaling 'binnenhaven') is een deelgebied (Delområde) in het stadsdeel Centrum van de Zweedse stad Malmö.
Het gebied is het oudste deel van de haven van Malmö. Het werd in fasen aangelegd aan het eind van de 18e eeuw en begin van de 19e eeuw. Het gebied strekt zich uit vanaf de kade tot de Frihamnsviadukten ('Vrij haven viaduct'), ten noorden van het Östra hamnkanalen ('oostelijke havenkanaal'). Vanaf de kade vertrokken boten naar Kopenhagen. Toen de haven van Malmö werd uitgebreid boette Inre hamnen aan belang in en verouderde, maar pas in 2002 de veerdiensten. Tussen het Station Malmö Centraal en Centralposthuset ('oude postkantoor') loopt de spoorwegtunnel Citytunnel Malmö.
Interessante gebouwen in de omgeving zijn Börshuset, Slagthuset, Hushållningssällskapet, Kolgahuset en Öresundshuset. Aan de westkant van de haven is sinds 2005 de lerarenopleiding Lärarhögskolan i Malmö gevestigd in het gebouw met de naam Orkanen.
Om het verkeer sneller toegang te geven tot de Västra Hamnen (westelijke haven) werd in 2004 de Universitetsbron (universiteitsbrug) gebouwd. Ten noorden van de brug bevindt zich het Cog Museum en een terminal om per Hovercraft naar de Luchthaven van Kopenhagen te varen.

## Foto's

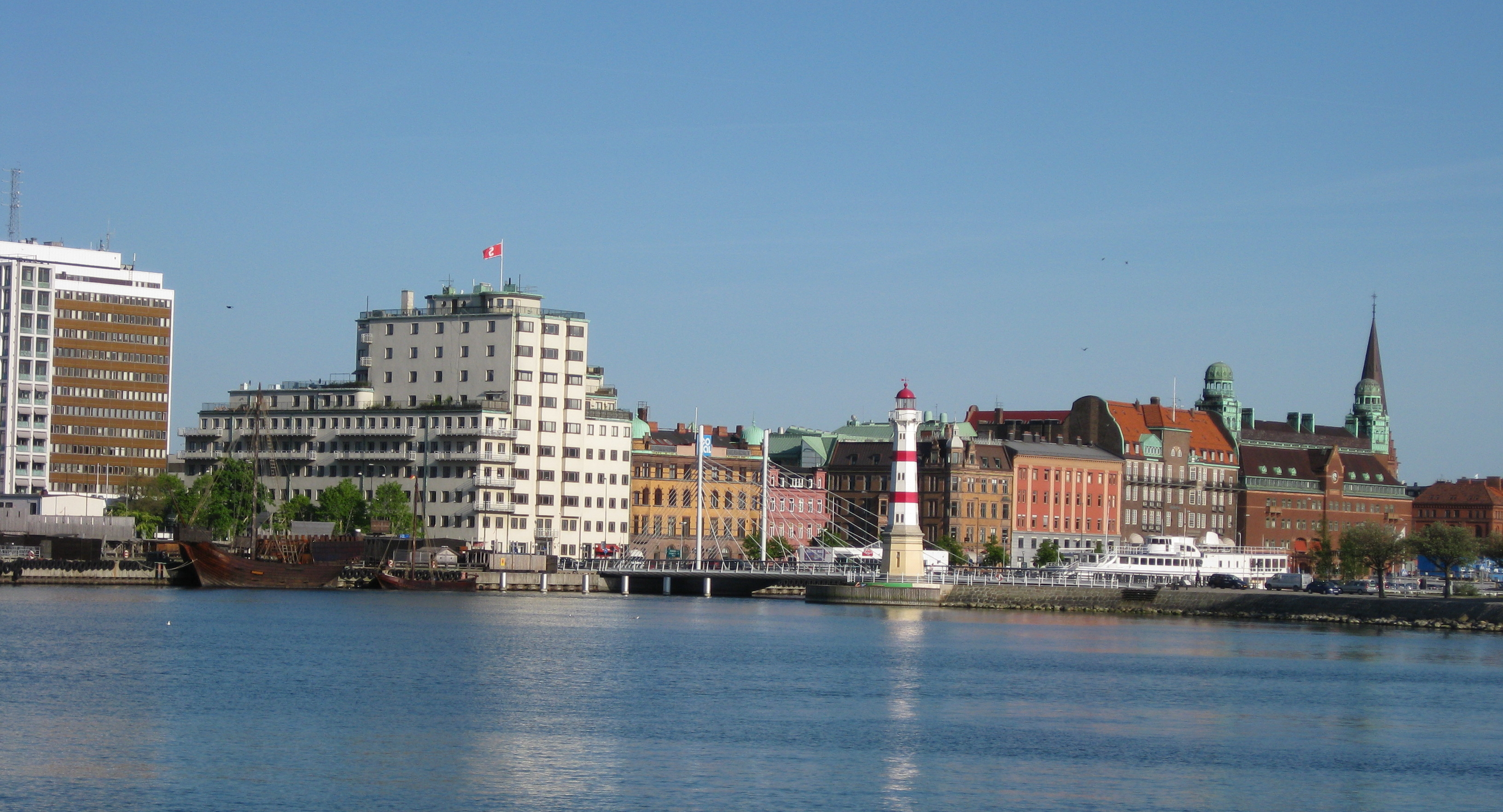
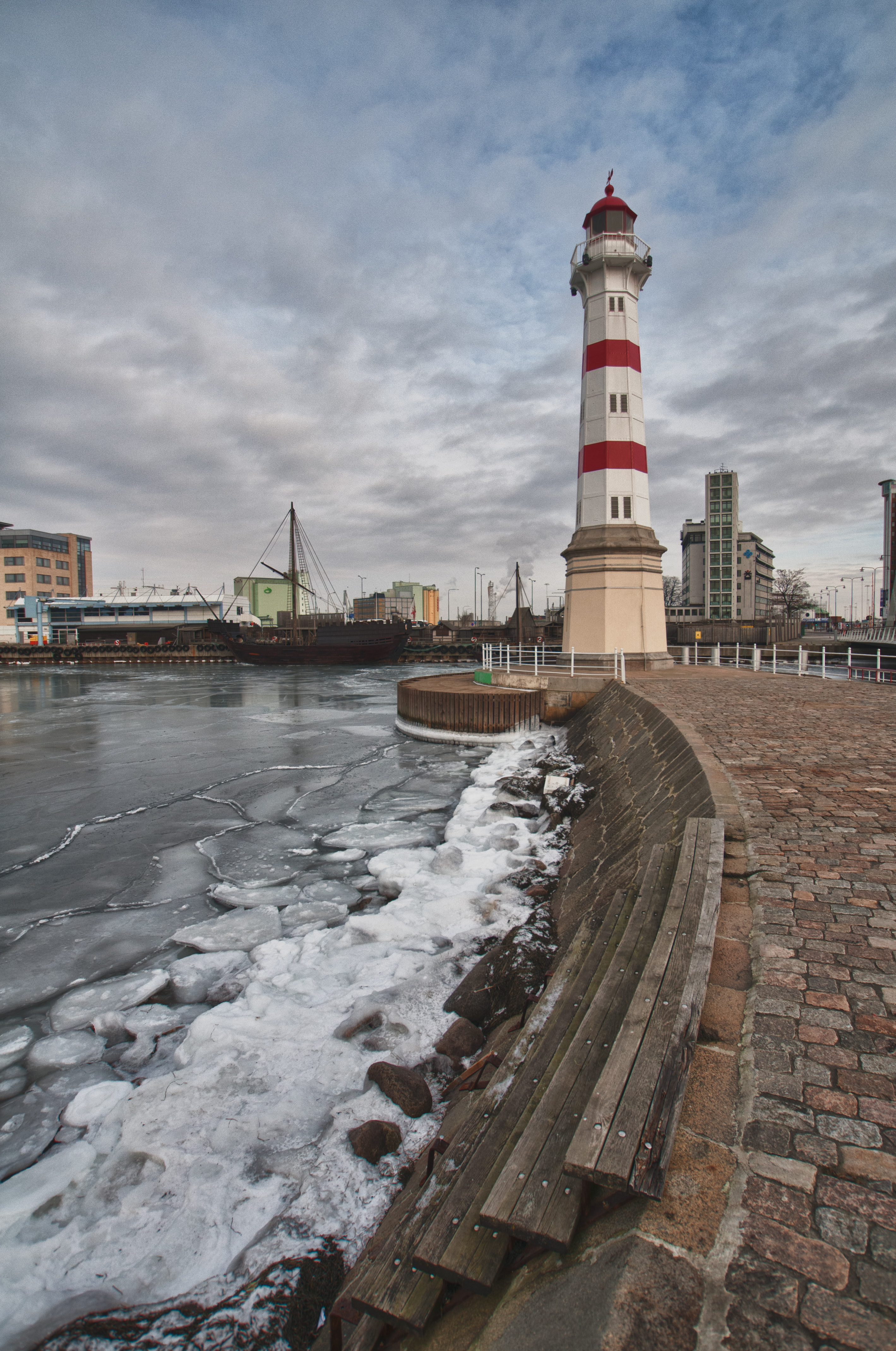
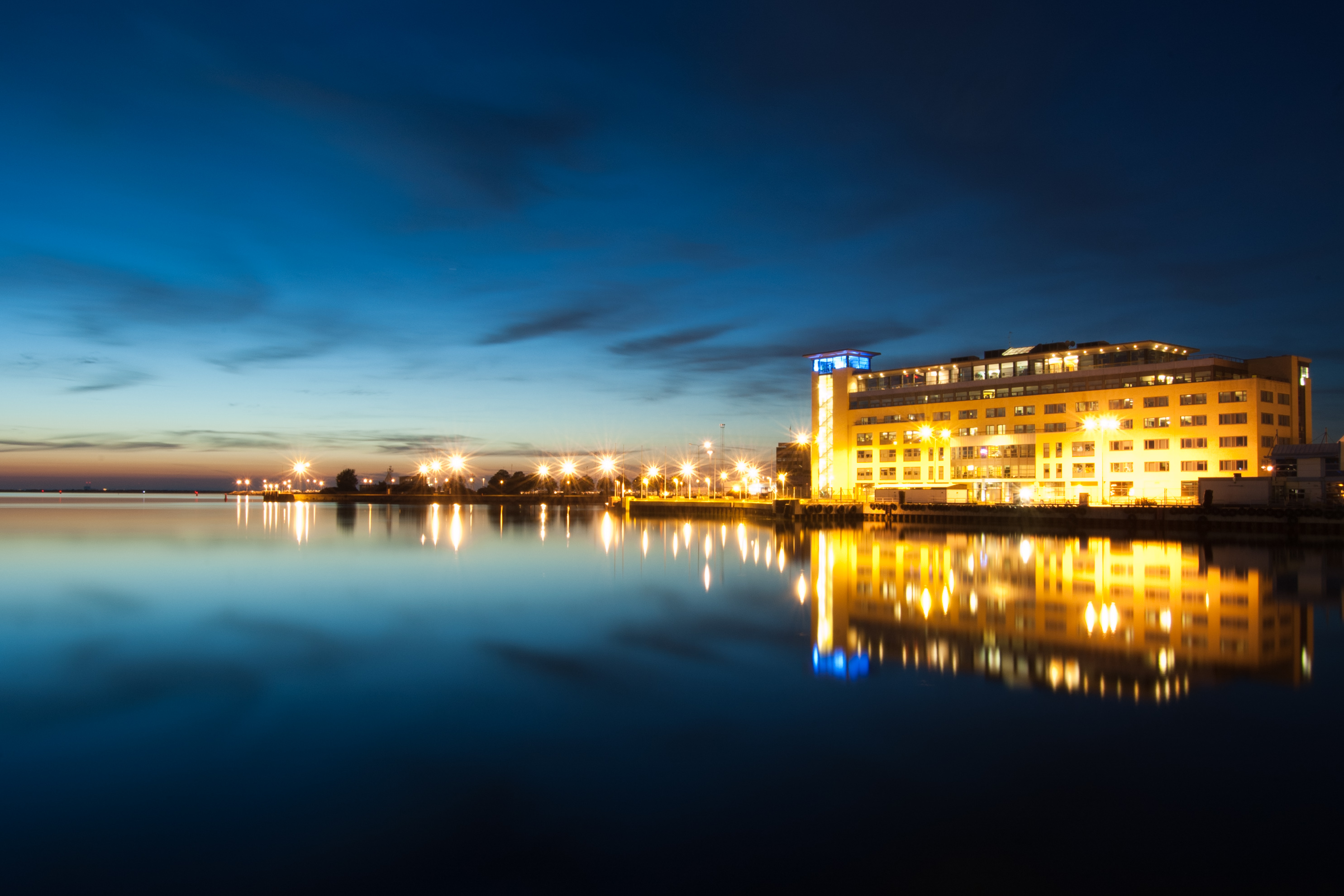